# پرچم سن-پیر و میکلون
پرچم سن-پیر و میکلون در ۱۵ فوریه ۱۷۹۴ پذیرفته شد.